# Д-5 «Спартаківець»
| Підводний човен типу «Декабрист» (I серія)Д-1 | Підводний човен типу «Декабрист» (I серія)Д-1                                     | Підводний човен типу «Декабрист» (I серія)Д-1                                     |
| --------------------------------------------- | --------------------------------------------------------------------------------- | --------------------------------------------------------------------------------- |
|                                               |                                                                                   |                                                                                   |
|                                               |                                                                                   |                                                                                   |
|                                               |                                                                                   |                                                                                   |
| Під прапором                                  | СРСР                                                                              | СРСР                                                                              |
| Спуск на воду                                 | 9 листопада 1928                                                                  | 9 листопада 1928                                                                  |
| Виведений зі складу флоту                     | 31 грудня 1940                                                                    | 31 грудня 1940                                                                    |
| Проєкт                                        |                                                                                   |                                                                                   |
| Тип ПЧ                                        | Великий торпедний підводний човен                                                 | Великий торпедний підводний човен                                                 |
| Розробник проєкту                             | Техбюро № 4 Балтійського заводу, Ленінград                                        | Техбюро № 4 Балтійського заводу, Ленінград                                        |
| Головний конструктор                          | Б. М. Малінін                                                                     | Б. М. Малінін                                                                     |
| Основні характеристики                        |                                                                                   |                                                                                   |
| Швидкість (надводна)                          | 15,3 вузлів                                                                       | 15,3 вузлів                                                                       |
| Швидкість (підводна)                          | 8,9 вузлів (економічна 2,9 вуз.)                                                  | 8,9 вузлів (економічна 2,9 вуз.)                                                  |
| Робоча глибина занурення                      | 75 м                                                                              | 75 м                                                                              |
| Гранична глибина занурення                    | 90 м                                                                              | 90 м                                                                              |
| Автономність плавання                         | 47 діб                                                                            | 47 діб                                                                            |
| Екіпаж                                        | 53 особи                                                                          | 53 особи                                                                          |
| Розміри                                       |                                                                                   |                                                                                   |
| Довжина найбільша (по КВЛ)                    | 76 м                                                                              | 76 м                                                                              |
| Ширина корпусу найб.                          | 6,5 м                                                                             | 6,5 м                                                                             |
| Середня осадка (по КВЛ)                       | 3,8 м                                                                             | 3,8 м                                                                             |
| Водотоннажність надводна                      | 933 т                                                                             | 933 т                                                                             |
| Озброєння                                     |                                                                                   |                                                                                   |
| Артилерія                                     | 1 × 102-мм і 1 × 45-мм гармати                                                    | 1 × 102-мм і 1 × 45-мм гармати                                                    |
| Торпедно- мінне озброєння                     | носові: 6 ТА калібру 533-мм (12 торпед), кормові: 2 ТА калібру 533-мм (2 торпеди) | носові: 6 ТА калібру 533-мм (12 торпед), кормові: 2 ТА калібру 533-мм (2 торпеди) |

«Декабри́ст» (I серія, Д-5) — радянський підводний човен першого радянського пректу, здійснював висадження Коктебельського десанту.

## Історія
Човен був закладений 14.04.1927 р, на Миколаївському заводі № 198 і був спущений на воду 28 вересня 1929 р. Введений у дію 5 квітня 1931, а 17 травня 1931 був прийнятий до складу Чорноморського флоту. 18 жовтня 1933 року човен був із візитом у Стамбулі, до 21 жовтня. У 1937 році активно провадила навчально-бойову підготовку пройшовши за рік 3335 миль, із них 188 під водою, а наступного року 6229 миль, з яких 518 під водою. У вересні перебувала в поході до Босфору. 1940 року човен перебував на ремонті. У травні 1941 року стояв на бойовому чергуванні в Севастополі.

З 7 по 18 липня 1941 року човен вийшов у свій перший бойовий похід поблизу мису Олинька. За весь період походу жодної зустрічі з кораблями не мав. З 18 вересня по 28 вересня вийшов у район мису Шаблер для другого бойового походу. 21 вересня 1941 року човен провів атаку конвою що складався з 2 транспортів і 2 міноносців, атакували італійський транспорт «Тампико», однак торпеда пройшла повз. Румунський міноносець «Налука» та італійські гідролітаки спробували атакувати човен скинувши 4 глибинні бомби. Однак човен пошкоджень не зазнав. З 21 по 30.10.1941 човен вийшов у район Шаблер, проте жодних зустрічей з ворогом не було. 18 листопада 1941 року вийшов у район Алушти для обстрілу сил противника. І обстріляв місто з 45 кабельтових з 102 мм та 45 мм гармат. Було вистріляно 9 (102 мм) та 30 (45 мм) снарядів. 21 листопада повернулась до Поті. 17-18.12.1941 року перейшов до Новоросійська. 29 грудня 1941 року вийшов у море для проведення розвідувально-диверсійної задачі. 31.12 човен провів висадку диверсантів в районі с. Коктебель. Висадили 21 чоловік. (Група що правда була знищена). А човен повернувся в Поті 2 січня 1942 року. З Поті перейшла до Туапсе. 24 березня потрапила під удар авіації за 15 метрів від човна розірвались 3 250 кг бомби. Була пошкоджена обшивка, цистерна головного баласту, ехолот, настройки, загинуло 8 моряків з екіпажу човна. Починаючи з червня 1941 року брав участь у постачанні Севастополя. 20-24.06. Привіз 40 тонн боєприпасів, 36 тонн бензину, евакуював 69 чоловік. 36.06-1.07 привіз фактично такий самий вантаж і евакуював 79 осіб. 25 серпня 1942 прибув до Алушти для зняття патина, однак останні не з'явились. 1 вересня знову спробувала зняти партизан, знав невдало. З 28 жовтня до 11 листопада 1942 року провела бойовий похід до Босфору, та жодних суден не помітила. 4-18.12. 1941 року провів ще один похід і артилерійським вогнем випустив 9 (102 мм) та 11 (45 мм) снарядів потопивши турецьку парову шхуну «Кочибоглу» в 176 брт на шхуні 16 поранених. З 7 січня по 21-ше провів бойовий похід в район Босфору однак противника не помітив. З 10 лютого по 27.02.1943 року провів послідній похід в район мису Чауда. Під час походу мав зіткнення з двома італійськими катерами.
20 березня 1943 року став на капітальний ремонт. 15.10. 1946 переведена до науково-випробувального мінно-торпедного інституту ВМФ. З 1949 року по 1951 брали участь у випробуваннях підводних реактивних снарядів в 132 мм. 29.12.1955 був роззброєний та виведений зі складу ВМФ. 18 січня 1946 року здана на метал.